# Altenburg (Dolní Rakousy)
Altenburg je obec v Rakousku ve spolkové zemi Dolní Rakousy v okrese Horn. Žije v ní 810 obyvatel (podle sčítání z roku 2016).

## Poloha
Altenburg se nachází v severní části spolkové země Dolní Rakousy v regionu Waldviertel. Leží asi 4 km jihozápadně od okresního města Horn. Prochází jím silnice B38, která vede z Hornu přes Zwettl a Freistadt až na hranice s Německem. Rozloha území obce činí 28,1 km2.

### Členění
Území obce Altenburg se skládá z pěti částí (v závorce je uveden počet obyvatel k 1. 1. 2015):
- Altenburg (422)
- Burgerwiesen (161)
- Fuglau (109)
- Mahrersdorf (67)
- Steinegg (50)

## Historie
V roce 1144 byl založen klášter Altenburg, který s historií obce bezprostředně souvisí. Dnešní území obce vzniklo, když se v roce 1968 spojila s Mahrersdorfem a roku 1970 s Fuglau.
V 1. třetině 20. století byly v meandru řeky Kamp poblíž Altenburgu nalezeny pozůstatky keltského osídlení z doby laténské kultury.

## Fotogalerie

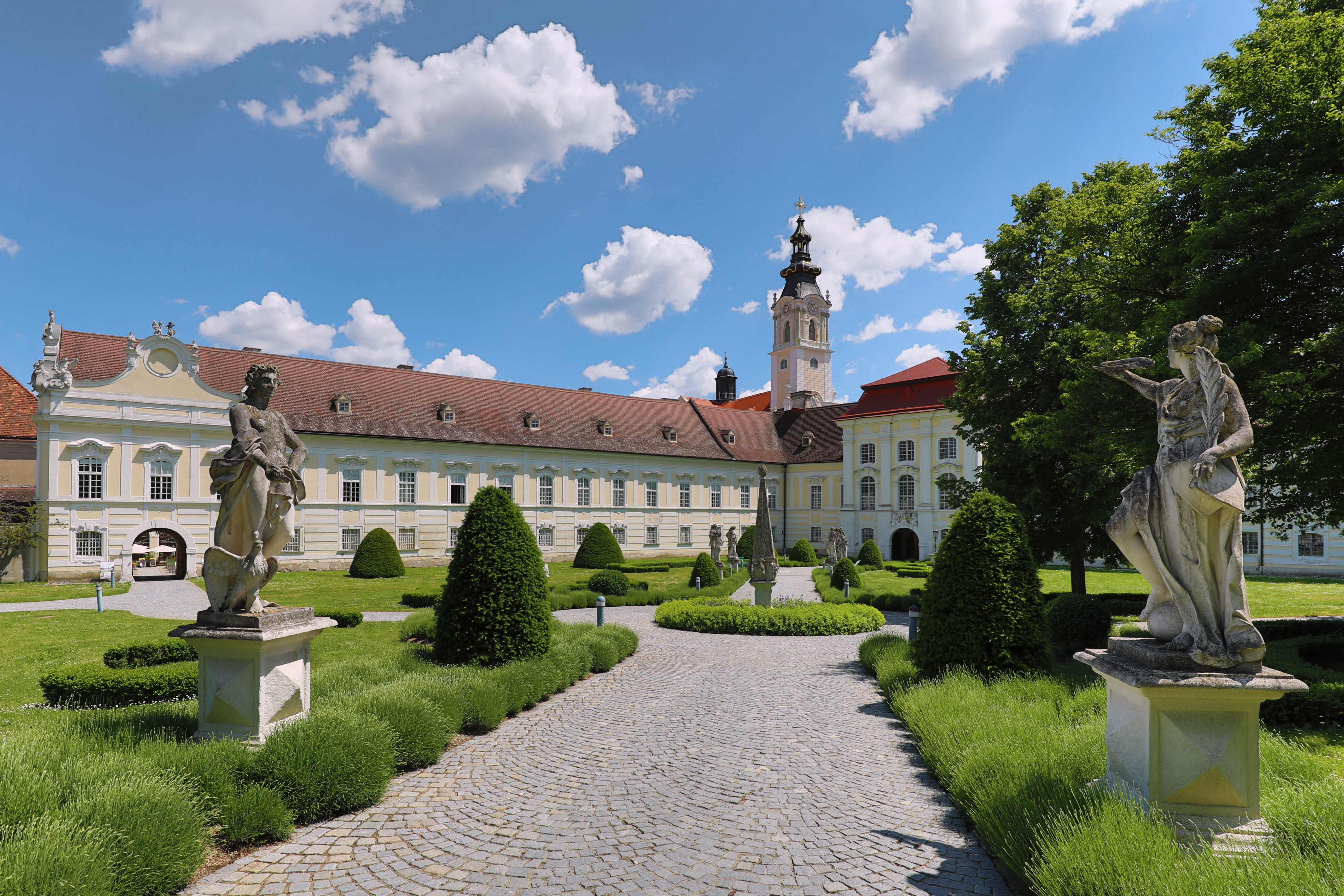
Klášter Altenburg
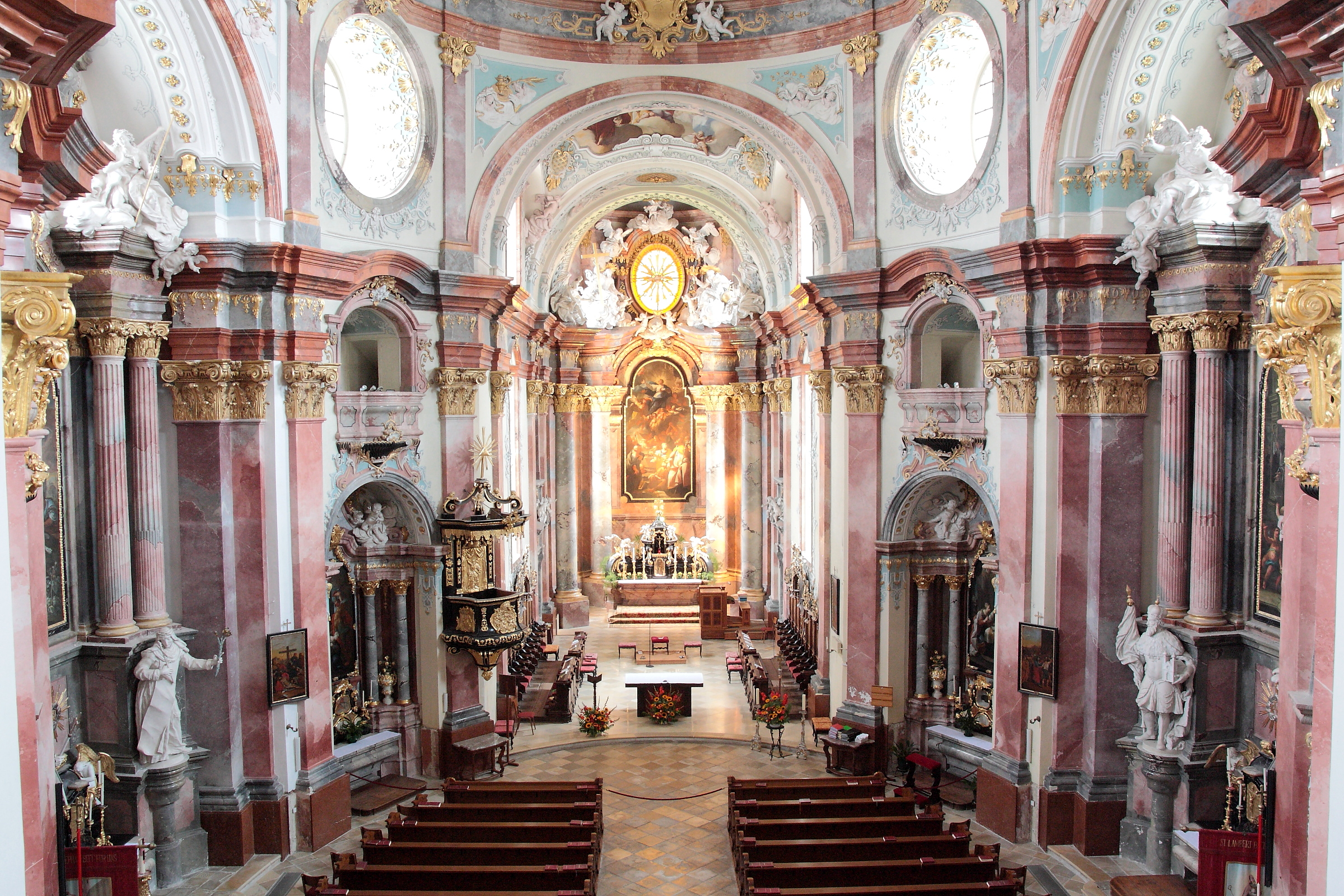
Klášterní kostel (interiér)
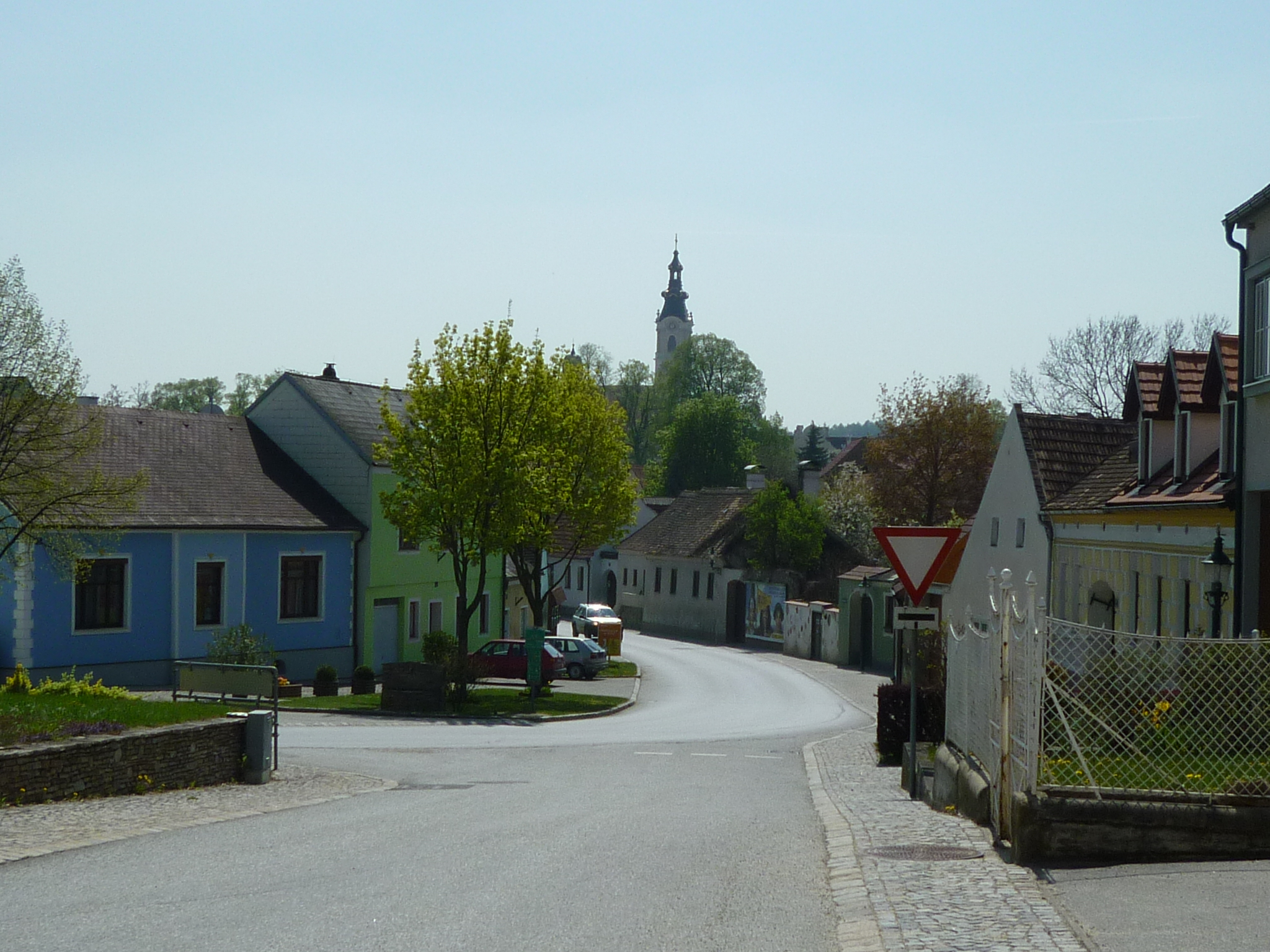
Altenburg
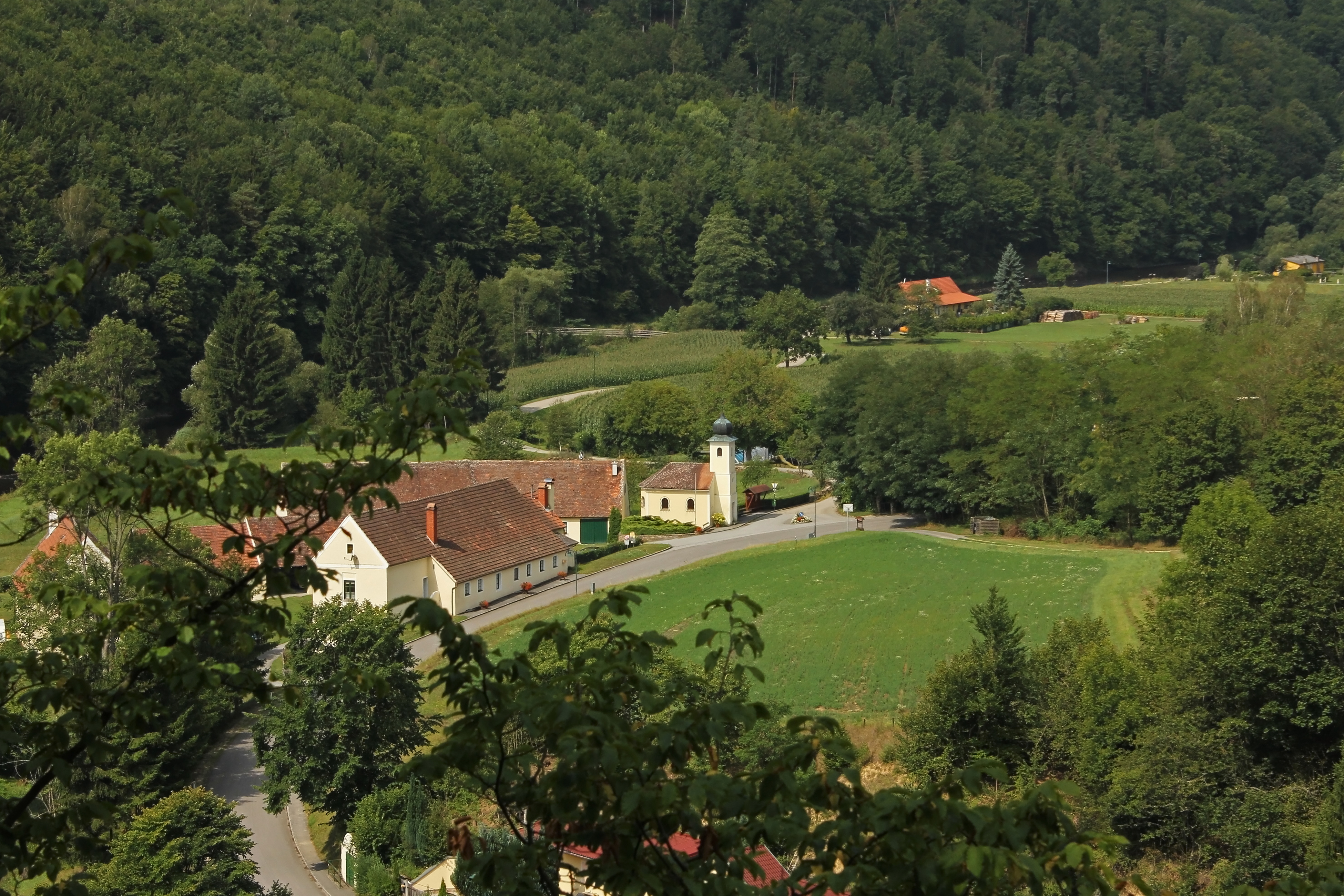
Steinegg